# Bugallon
Bugallon (Bayan ng Bugallon) är en kommun i Filippinerna. Kommunen ligger på ön Luzon, och tillhör provinsen Pangasinan. Folkmängden uppgår till 57 445 invånare.

## Barangayer
Bugallon är indelat i 24 barangayer.
| - Angarian - Asinan - Banaga - Bacabac - Bolaoen - Buenlag - Cabayaoasan - Cayanga - Gueset - Hacienda - Laguit Centro - Laguit Padilla | - Magtaking - Pangascasan - Pantal - Poblacion - Polong - Portic - Salasa - Salomague Norte - Salomague Sur - Samat - San Francisco - Umanday |